# 真空乾燥

典型的な圧力と温度の相図、青い矢印がフリーズドライ。緑の矢印が減圧（真空）乾燥、赤い矢印が超臨界乾燥

真空乾燥（英語：vacuum drying）とは、真空(または減圧)下で乾燥する方法である。
気圧が下がることで空気中の水蒸気分圧が下がり、それにより水分の沸点が低下するために蒸発速度が加速し、結果として対象物の乾燥を速めることができる。
真空乾燥時の圧力は、一般に0.0296-0.059気圧であり、その時の水の沸点は25-30℃となる。真空乾燥はバッチ操作であり、減圧下では相対湿度も低くなり、乾燥がより速く起こる。
フリーズドライの様に、熱に弱い食品や薬品などを予め凍結させてからの乾燥や、真空時に加熱する真空加熱乾燥などの応用もある。

## 用途
- インスタントコーヒー、粉末ジュース
- プリント基板・液晶パネル用ガラス基板、製紙などの乾燥[2]
- 細菌ワクチン、抗生物質、ウイルス、その他の微生物、血清及び血漿等の生物学的材料[3]